# Јован Катић
Јован Катић (Сарајево, 9. април 1983) српски је политичар. Он је начелник Општине Источног Ново Сарајева.

## Биографија
Завршио је Факултет физичке културе и спорта Универзитета у Источном Сарајеву 2009. године. Тренутно постдипломац на Факултету политичких наука у Сарајеву, смјер менаџмент у јавној управи.
Од 2009 – 2012. године радио је као руководилац радне јединице МХ „Електродистрибуција“ а.д. Пале у Трнову. 2009. године био је референт за наплату потраживања у МХ „Електродистрибуција“ а.д. Пале.
Од 2012 – 2020. године обављао је функцију директора предузећа „Водовод и канализација“ а.д. Источно Сарајево. Од 2018. године је на функцији потпредсједника Удружења „Водоводи Републике Српске“. Учесник је великог броја међународних симпозијума и конференција у области водоснабдјевања и планирања урбане инфраструктуре у општинама и градовима.
На локалним изборима 2020. године изабран је за начелника Општине Источно Ново Сарајево. Ожењен је и отац је четверо дјеце. Живи у Источном Новом Сарајеву